# Anonychia pallida
Anonychia pallida là một loài bướm đêm trong họ Geometridae.